# الدوري البرازيلي الدرجة الثالثة 2009
الدوري البرازيلي الدرجة الثالثة 2009 هو الموسم 20 من الدوري البرازيلي الدرجة الثالثة. أقيم خلال الفترة 24 مايو 2009 وحتى 19 سبتمبر 2009، وأشرف على تنظيمه اتحاد البرازيل لكرة القدم، وكان عدد الأندية المشاركة فيه 20، وفاز فيه نادي أمريكا.